# Diocesi di Belfort-Montbéliard
La diocesi di Belfort-Montbéliard (in latino Dioecesis Belfortiensis-Montis Beligardi) è una sede della Chiesa cattolica in Francia suffraganea dell'arcidiocesi di Besançon. Nel 2023 contava 239.400 battezzati su 314.194 abitanti. È retta dal vescovo Denis Jean-Marie Jachiet.

## Territorio
La diocesi comprende l'intero dipartimento del territorio di Belfort, nonché i paesi di Montbéliard, nel dipartimento del Doubs, e di Héricourt, in Alta Saona.
La residenza vescovile è nel comune di Trévenans, a metà strada tra le due città di Belfort e Montbéliard, che danno il nome alla diocesi. A Belfort si trova la cattedrale di San Cristoforo.
Il territorio è suddiviso in 36 parrocchie raggruppate in 8 zone pastorali.

## Storia
La diocesi è stata eretta il 3 novembre 1979 con la bolla Qui divino consilio di papa Giovanni Paolo II, ricavandone il territorio dall'arcidiocesi di Besançon.

## Cronotassi dei vescovi
Si omettono i periodi di sede vacante non superiori ai 2 anni o non storicamente accertati.
- Eugène Georges Joseph Lecrosnier † (3 novembre 1979 - 1º marzo 2000 ritirato)
- Claude Pierre Charles Schockert (1º marzo 2000 - 21 maggio 2015 ritirato)
- Dominique Marie Joseph Blanchet (21 maggio 2015 - 9 gennaio 2021 nominato vescovo di Créteil)
- Denis Jean-Marie Jachiet, dal 2 ottobre 2021

## Statistiche
La diocesi nel 2023 su una popolazione di 314.194 persone contava 239.400 battezzati, corrispondenti al 76,2% del totale.
| anno | popolazione | popolazione | popolazione | presbiteri | presbiteri | presbiteri | presbiteri                | diaconi | religiosi | religiosi | parrocchie |
| anno | battezzati  | totale      | %           | numero     | secolari   | regolari   | battezzati per presbitero | diaconi | uomini    | donne     | parrocchie |
| ---- | ----------- | ----------- | ----------- | ---------- | ---------- | ---------- | ------------------------- | ------- | --------- | --------- | ---------- |
| 1980 | 276.000     | 326.550     | 84,5        | 177        | 164        | 13         | 1.559                     |         | 13        | 23        | 137        |
| 1990 | 275.000     | 326.000     | 84,4        | 155        | 145        | 10         | 1.774                     | 2       | 16        | 116       | 135        |
| 1999 | 271.000     | 321.000     | 84,4        | 120        | 115        | 5          | 2.258                     | 8       | 5         | 59        | 134        |
| 2000 | 248.000     | 313.471     | 79,1        | 115        | 109        | 6          | 2.156                     | 8       | 6         | 81        | 134        |
| 2001 | 248.000     | 313.756     | 79,0        | 114        | 108        | 6          | 2.175                     | 8       | 6         | 71        | 134        |
| 2002 | 248.000     | 313.756     | 79,0        | 110        | 104        | 6          | 2.254                     | 8       | 6         | 68        | 134        |
| 2003 | 248.000     | 313.756     | 79,0        | 108        | 102        | 6          | 2.296                     | 11      | 6         | 69        | 134        |
| 2004 | 240.000     | 313.756     | 76,5        | 104        | 98         | 6          | 2.307                     | 1       | 6         | 69        | 134        |
| 2006 | 240.000     | 313.756     | 76,5        | 94         | 86         | 8          | 2.553                     | 10      | 8         | 51        | 134        |
| 2012 | 247.400     | 325.364     | 76,0        | 82         | 71         | 11         | 3.017                     | 12      | 12        | 31        | 133        |
| 2015 | 249.700     | 327.300     | 76,3        | 73         | 63         | 10         | 3.420                     | 14      | 10        | 23        | 130        |
| 2018 | 247.500     | 324.394     | 76,3        | 69         | 60         | 9          | 3.586                     | 15      | 9         | 23        | 130        |
| 2020 | 248.150     | 325.195     | 76,3        | 67         | 58         | 9          | 3.703                     | 15      | 9         | 23        | 36         |
| 2022 | 242.300     | 318.000     | 76,2        | 54         | 50         | 4          | 4.487                     | 14      | 4         | 19        | 36         |
| 2023 | 239.400     | 314.194     | 76,2        | 53         | 50         | 3          | 4.516                     | 14      | 3         | 17        | 36         |